# 阿肯那顿
阿蒙霍特普四世（按不同的时间体系估计，去世于前1351年-前1334年之间），后改名埃赫那吞（Akhenaten，也譯作埃赫那顿），古埃及第十八王朝法老。
阿蒙霍特普四世是第十八王朝全盛时期的法老阿蒙霍特普三世的儿子，其母亲是阿蒙霍特普三世的王后提伊。较可信的出生时间為其父在位的第26年（前1379年至前1362年）。他不是阿蒙霍特普三世的长子（长子是图特摩斯王子）。
阿蒙霍特普四世统治了17年（始自前1364年至前1347年之间，结束于前1351年至前1334年之间）。他在位时期所推行的宗教改革是古埃及历史上最重大的事件之一，也是长期以来学者研究的焦点课题。

## 名字
像古埃及的所有法老一样，阿蒙霍特普四世拥有多个名字。实际上，新王国的法老们使用5个名字（参见五重命名法）。对于阿蒙霍特普四世，更特殊的是他还出于政治目的改过一次名字。
- 阿蒙霍特普四世的真名（出生时的名字，即拉名，以太阳神拉的儿子名义取的名字）是阿蒙霍特普，意为“阿蒙的仆人”。阿蒙是底比斯，后来也是整个埃及的主神的名字。希腊语文献中将他的这个名字写为更符合希腊人命名习惯的“阿蒙诺菲斯”（Αμένοφις）。在很长一段时间里，西方考古学界都使用阿蒙诺菲斯这个名字。

- 阿蒙霍特普四世的王衔（树蜂式王衔）是“涅弗尔-赫普鲁-拉”（Nefer-kheperu-Rê），字面意思为“拉的容貌是美丽的”。后来这个王衔又附加了一个部分：“瓦恩拉”（Wa-en-Ra），字面意思为“拉是独一无二的”。在著名的古埃及文献阿马尔奈文书中，出现了王衔的一个变体：Naphu(`)rureya。

- 在阿蒙霍特普四世推行宗教改革之后，为了表示与阿蒙信仰的决裂和对阿顿信仰的支持，他更改了自己的拉名。新的名字明显表示出阿顿崇拜的意思：“埃赫那顿”（Akhenaten），字面意思为“阿顿的仆人”或“阿顿光辉的灵魂”。

- 阿蒙霍特普四世在宗教改革之后没有抛弃原来的王衔，但把荷鲁斯衔改成了迈里阿顿（Mery-Aten），意为“受到阿顿喜爱的”。

- 阿蒙霍特普四世的两女神式王衔为Wernesytemakhetaten（意为“埃赫那顿的伟大统治”）。

- 阿蒙霍特普四世的金荷鲁斯式王衔为Wetjesrenenaten（意为“以阿顿的名义赞颂”）。

所有名字的写法请见下表。
阿蒙霍特普四世：
| G5 |

| G5 |

| G5 |

| G5 |

| E1 · D44 | X7 | A28 | S9 |

| E1 · D44 | X7 | A28 | S9 |

| E1 · D44 | X7 | A28 | S9 |

| E1 · D44 | X7 | A28 | S9 |

| G5 |

| G5 |

| E1 · D44 | X7 | A28 | S9 |

| E1 · D44 | X7 | A28 | S9 |

| E1 · D44 | X7 | A28 | S9 |

| E1 · D44 | X7 | A28 | S9 |

| G16 |

| G16 |

| G36 · r | M23 | t · n | i | i | m | i | p · t | Q1 | t · Z2 |

| G36 · r | M23 | t · n | i | i | m | i | p · t | Q1 | t · Z2 |

| G8 |

| G8 |

| U39 | M40 | N28 · Z2 | m | O28 | W24 · O49 | M27 |

| U39 | M40 | N28 · Z2 | m | O28 | W24 · O49 | M27 |

| M23 · X1 | L2 · X1 |

| M23 · X1 | L2 · X1 |

| M23 · X1 | L2 · X1 |

| M23 · X1 | L2 · X1 |

| N5 | nfr | L1 | N5 · Z2 | T21 · n |

| N5 | nfr | L1 | N5 · Z2 | T21 · n |

| N5 | nfr | L1 | N5 · Z2 | T21 · n |

| N5 | nfr | L1 | N5 · Z2 | T21 · n |

| M23 · X1 | L2 · X1 |

| M23 · X1 | L2 · X1 |

| N5 | nfr | L1 | N5 · Z2 | T21 · n |

| N5 | nfr | L1 | N5 · Z2 | T21 · n |

| N5 | nfr | L1 | N5 · Z2 | T21 · n |

| N5 | nfr | L1 | N5 · Z2 | T21 · n |

| G39 | N5 |

| G39 | N5 |

| M17 | Y5 · N35 | R4 · X1 · Q3 | R8 | S38 | O28 |

| M17 | Y5 · N35 | R4 · X1 · Q3 | R8 | S38 | O28 |

| M17 | Y5 · N35 | R4 · X1 · Q3 | R8 | S38 | O28 |

| M17 | Y5 · N35 | R4 · X1 · Q3 | R8 | S38 | O28 |

| M17 | Y5 · N35 | R4 · X1 · Q3 | R8 | S38 | O28 |

| M17 | Y5 · N35 | R4 · X1 · Q3 | R8 | S38 | O28 |

| M17 | Y5 · N35 | R4 · X1 · Q3 | R8 | S38 | O28 |

| M17 | Y5 · N35 | R4 · X1 · Q3 | R8 | S38 | O28 |

埃赫那顿：
| G5 |

| G5 |

| G5 |

| G5 |

| i | t · n · N5 | mr |

| i | t · n · N5 | mr |

| i | t · n · N5 | mr |

| i | t · n · N5 | mr |

| G5 |

| G5 |

| i | t · n · N5 | mr |

| i | t · n · N5 | mr |

| i | t · n · N5 | mr |

| i | t · n · N5 | mr |

| G16 |

| G16 |

| G36 · r | M23 | i | i | t · Z2 | Aa15 | N27 | i | t · n · N5 |

| G36 · r | M23 | i | i | t · Z2 | Aa15 | N27 | i | t · n · N5 |

| G8 |

| G8 |

| U39 | r · n | V10 | i | t · n · N5 |

| U39 | r · n | V10 | i | t · n · N5 |

| M23 · X1 | L2 · X1 |

| M23 · X1 | L2 · X1 |

| M23 · X1 | L2 · X1 |

| M23 · X1 | L2 · X1 |

| N5 | F35 | L1 | Z3 | N5 · T21 · N35 |

| N5 | F35 | L1 | Z3 | N5 · T21 · N35 |

| N5 | F35 | L1 | Z3 | N5 · T21 · N35 |

| N5 | F35 | L1 | Z3 | N5 · T21 · N35 |

| M23 · X1 | L2 · X1 |

| M23 · X1 | L2 · X1 |

| N5 | F35 | L1 | Z3 | N5 · T21 · N35 |

| N5 | F35 | L1 | Z3 | N5 · T21 · N35 |

| N5 | F35 | L1 | Z3 | N5 · T21 · N35 |

| N5 | F35 | L1 | Z3 | N5 · T21 · N35 |

| G39 | N5 |

| G39 | N5 |

| i | t · n · N5 | G25 · Aa1 | n |

| i | t · n · N5 | G25 · Aa1 | n |

| i | t · n · N5 | G25 · Aa1 | n |

| i | t · n · N5 | G25 · Aa1 | n |

| i | t · n · N5 | G25 · Aa1 | n |

| i | t · n · N5 | G25 · Aa1 | n |

| i | t · n · N5 | G25 · Aa1 | n |

| i | t · n · N5 | G25 · Aa1 | n |

## 统治

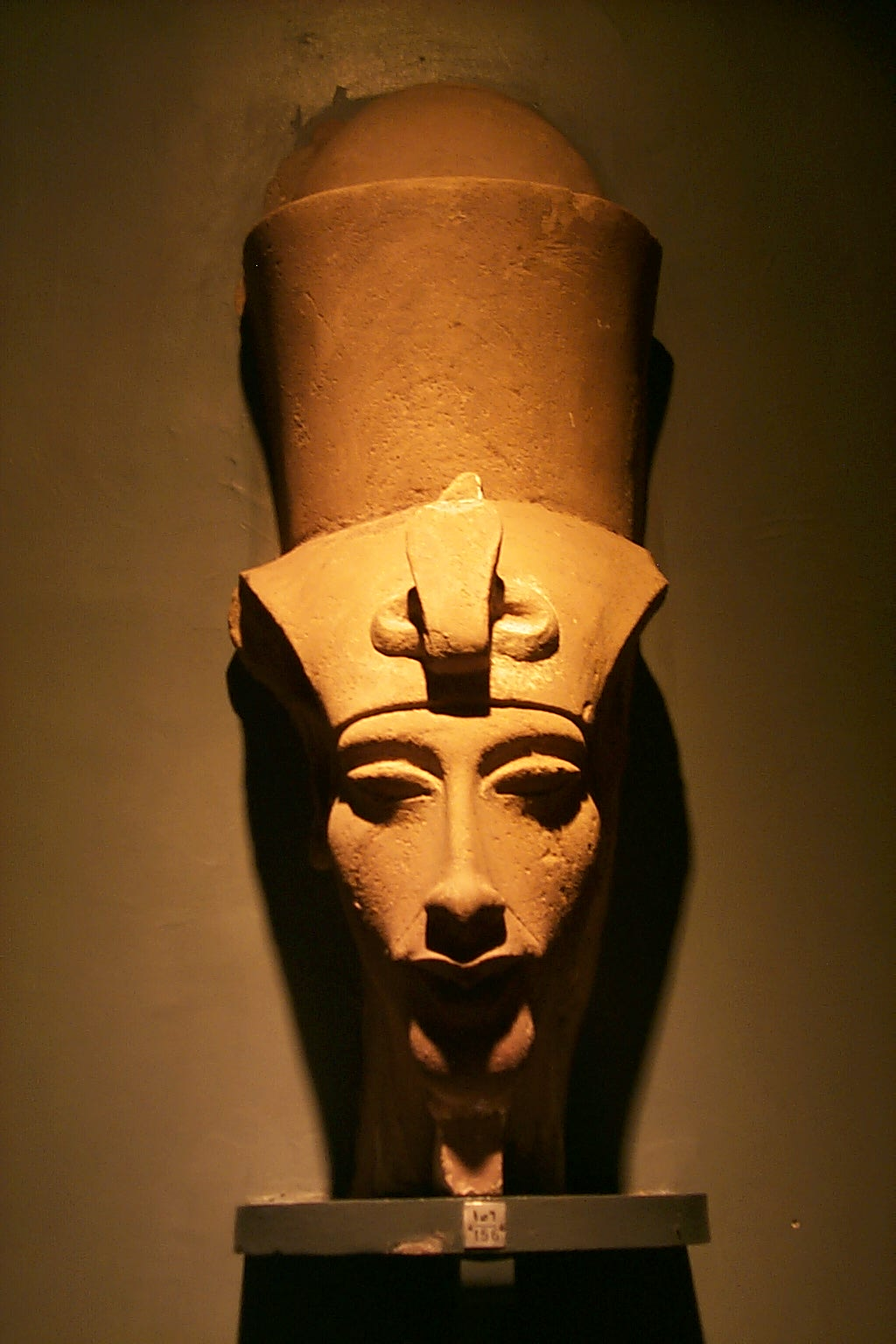
埃赫那吞头像，现藏卢克索博物馆

阿蒙霍特普四世在位时期最重要的事件即是推行阿顿崇拜的宗教改革。他在登上王位的第一年就开始宣传这位將取代以往一切神灵的尊贵的太阳神。为了实现这个目標，他与底比斯的阿蒙祭司进行了无情的争鬥，并为了彻底摆脱阿蒙祭司而将帝国的都城由底比斯迁到其新建的城市埃赫塔顿（今埃及阿瑪納地區）。
有关阿蒙霍特普四世统治后期的关键史料来自于被称为阿马尔奈文书的古埃及文献。这些文件发现于现代的泰勒阿马尔奈，即阿蒙霍特普四世时代的埃赫塔顿。文件主要是阿蒙霍特普四世王朝的外交通函。这些信笺中包含了真正的无价之宝：来自亚洲地区的大量泥版文件，它们是埃及在亚洲的殖民地或盟友发给法老的。这些文献显示，由于阿蒙霍特普四世对宗教事务的过度关注，埃及在国外的影响力下降，甚至是出现了明显的国力衰退。法老对宗教改革以外的政治活动的漠视最终导致由图特摩斯三世建立起来的埃及帝国发生了大麻烦。
在亚洲的总督和附庸国的国王向法老写信，他们抱怨经常被无故斥责或欺骗。在其在位早期，阿蒙霍特普四世与亚洲主要国家米坦尼的国王发生严重矛盾。他因此与赫梯人结盟，而这些可怕的战士在他们的伟大领袖苏庇路里乌玛一世领导下，正在进攻米坦尼以图建立自己的霸权。许多臣服于埃及的亚洲小王公也受到赫梯人的威胁，他们只能向远在非洲的法老本人求援，而阿蒙霍特普四世一概置之不理。总之，在他统治期间埃及对亚洲的控制大幅削弱；很多学者认为一个全盛的埃及帝国时代正是在这里结束。
阿蒙霍特普四世的统治时期（有时被称为“阿马尔奈时期”）也曾发生其它重大事件，包括一场瘟疫，也许是世界上第一次大流感爆发。这场疾病从埃及扩散到整个中东，杀死了赫梯新王国国王苏庇路里乌玛一世本人。可能正是这场疾病导致了埃赫塔顿这座城市的迅速衰落，在阿蒙霍特普四世去世后不久它就荒废了。

## 宗教改革

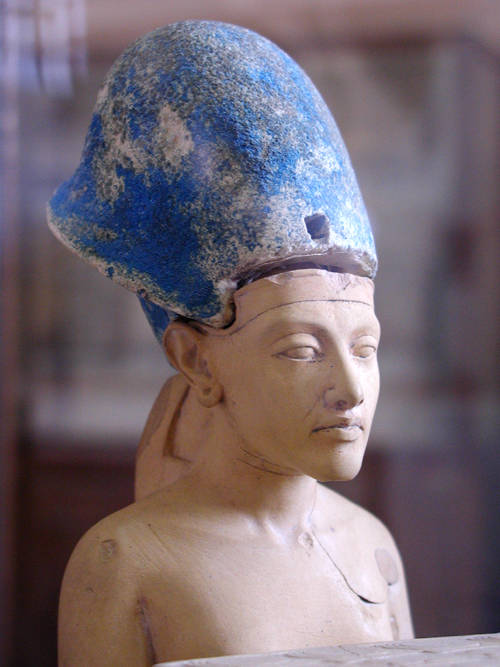
埃赫那吞戴着蓝冠，现藏开罗博物馆，曾一度在暴乱中遗失，现已找回。

阿蒙霍特普四世在其在位的第一年引入了对太阳神阿顿的崇拜，从而宣告了埃及历史上一场意义非常的宗教改革的开始。阿顿原本是一个古老但不甚重要的埃及神祇，现在被法老提高到了最显赫的地位。阿顿崇拜的早期阶段是以阿顿为最高神，但同时不否认其他神灵的神性的“单一主神教”式宗教，与传统的埃及宗教并无冲突；但后期阶段，阿顿就明显显示出原始一神教的色彩了。
阿顿的字面意思是指太阳光轮本身。在古埃及的神话体系裡，最重要的太阳神是拉，他是古王国时期的主神。拉后来与象征法老家族王权的荷鲁斯以及在随着底比斯崛起为埃及首都而地位急剧上升的底比斯地方神阿蒙合併。这种合併相当突兀，但却为古埃及人所接受。阿蒙霍特普四世简化了这个体系，通过宣称可以看见的太阳形象本身是唯一的神，他创造了已知的世界上第一种一神教。一些研究者把阿顿信仰理解为一种含有朴素科学思想的自然主义，其理论的基础在于认识到太阳的能量是地球上所有生命的最根本能源这一事实。 
阿蒙霍特普四世为什么要推行如此剧烈的宗教改革，是研究者一直探究的课题。较为可信的是，法老希望通过贬低阿蒙神的地位来打击底比斯的阿蒙祭司阶层。这样一来，他的宗教改革实际是一场政治斗争。法老想要集中权力，以遏制自新王国建立以来权势日益强大的祭司集团与王室分庭抗礼的倾向。
阿蒙霍特普四世在其在位的第5年开始建造一座新首都，埃赫塔顿（意为阿顿的视线）。在同一年他正式把自己的名字改为埃赫那顿，作为他的新崇拜的证据。此后不久他就把埃及几乎所有的宗教活动都集中到埃赫塔顿，尽管城市本身似乎还未完工。埃赫那顿为阿顿在埃及各地建造了许多宏大的神庙，包括一座位于卡纳克的神庙，那里原本主要祭祀阿蒙。埃赫那顿也被广泛相信是著名的阿顿颂诗的作者。 
在宗教改革的最初阶段阿蒙霍特普四世仅仅将阿顿描述为一个类似于阿蒙-拉的“最高神祇”，以使这种新信仰更接近于埃及的传统宗教形式。但是在统治的第9年他开始宣布阿顿不仅仅是最高的神，而是唯一的神。这使法老本人，成为人民与神交流的唯一中介，从而排除了在底比斯的阿蒙祭司。不仅如此，埃赫那顿下令破坏埃及全国的阿蒙神庙。在埃及其它神庙里所崇拜的众多神明也受到打击。
由于埃赫那顿的改革，这一时期的埃及艺术呈现出一种新的特点，常被称为阿马尔奈风格。其特点为取法自然，着重写实。

## 家庭

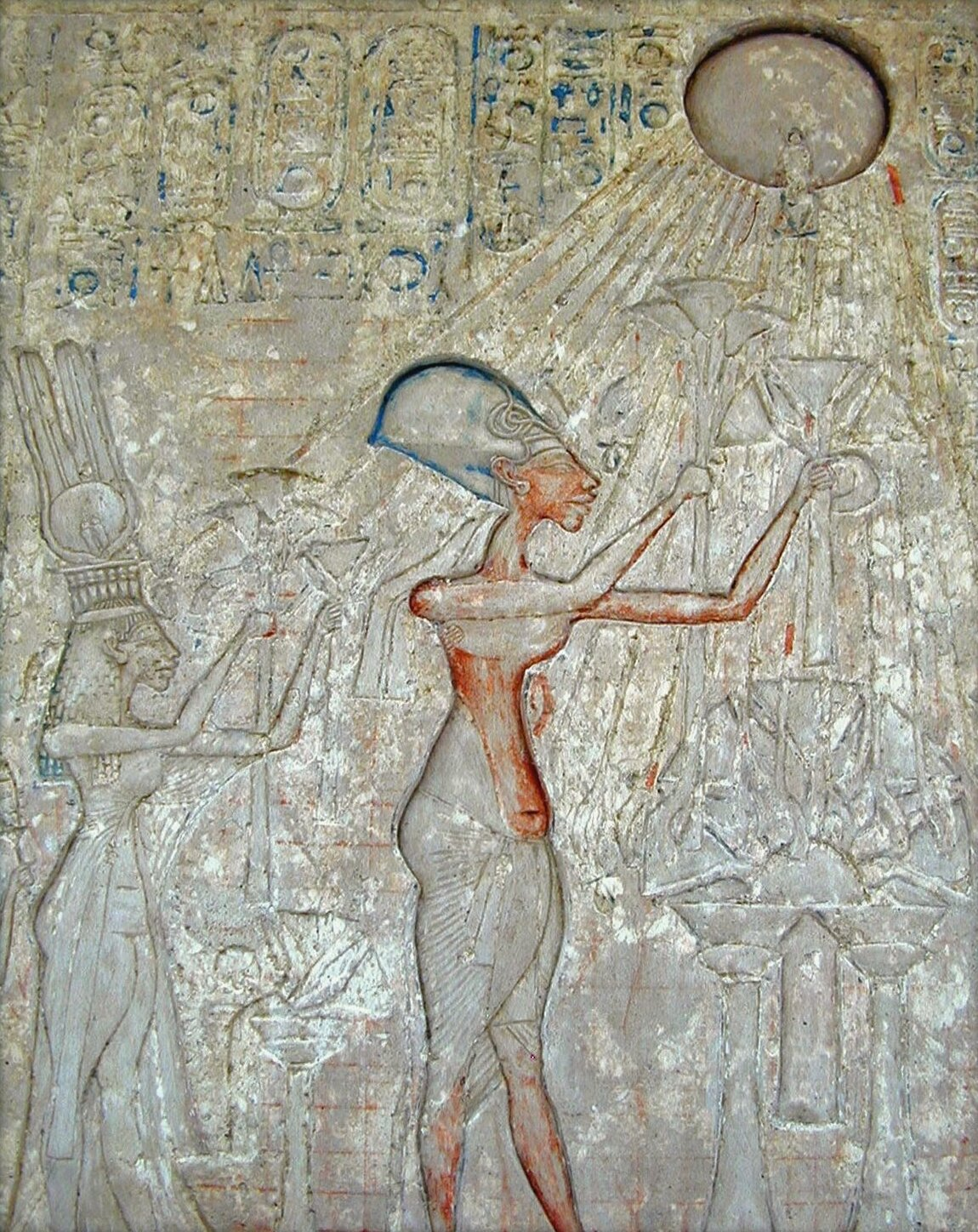
埃赫那顿与家人崇拜阿顿

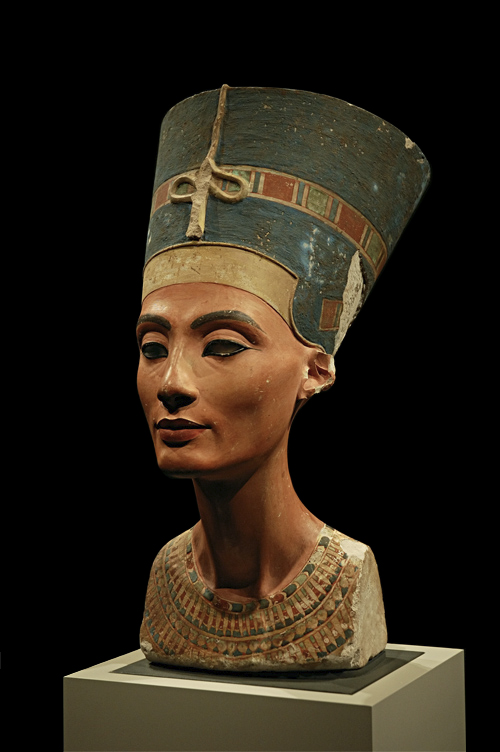
埃赫那吞的正室妻子，娜芙蒂蒂的头雕，现藏柏林新博物馆，埃及正在要求索还

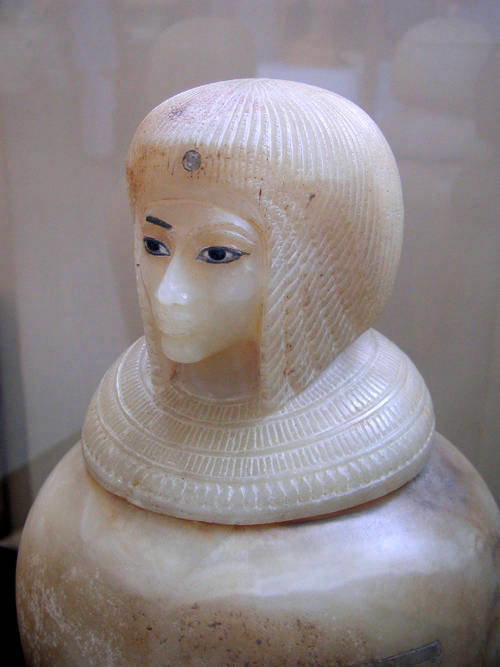
埃赫那吞的侧室基亚的卡诺匹斯罐，上面刻着基亚的头像，现藏开罗博物馆

保存至今的阿蒙霍特普四世统治时期的埃及艺术作品（壁画和雕塑）大多属于阿马尔奈风格，它们大量描绘了法老的家庭生活，而其中他的家庭成员尤其是娜芙蒂蒂王后的形象显得非常突出。阿马尔奈风格的艺术品多是描绘法老与王后的幸福生活为主题。这些艺术品描绘的娜芙蒂蒂的形象出现了美丑两个极端，有时会夸张地表现在她的拉长的头部和突出的腹部。这是埃及历史上唯一一次法老的神圣家庭被以自然主义的风格表现出来，并且他的家庭明显显示出其乐融融的特点。娜芙蒂蒂经常作出一些只有法老本人才会做的举动，这可能暗示她获得了超过一个王后通常所应拥有的权力。
保存下来的埃赫那顿的艺术形象表现出他有一副非常奇特的外貌：极其细长的四肢，突出的腹部和宽大的臀部。这带来了一些奇怪的观点，例如认为埃赫那顿实际上是一个化装成男人的女人，或是双性人，或者患有什么性别决定混乱的病症。也有一些學者認為是基因突變所造成，畢竟古埃及近親通婚太過普遍，王室尤其是如此，但这些猜测目前仍沒有实际依据。另一种理论解释说法老奇怪的容貌是受到马凡氏综合症的折磨的缘故。
直到埃赫那顿的木乃伊被发现并确定身份之前，有关他的种种身体缺陷的解释还会不断出现。然而，必须注意到，作为一个法老，埃赫那顿完全可以控制工匠将自己及整个王室家庭的形象塑造成什么样子。与其说现存的雕刻展示了法老本人的真实容貌，更容易相信今天看到的奇怪形象可能正是埃赫那顿特意要艺术家和工匠所描绘的风格。
- 妻子：娜芙蒂蒂，基亚，梅莉塔提，巴凯特-阿吞（阿肯那頓之姐妹），梅珂塔吞
- 儿子：图坦卡蒙（有理论认为图坦卡蒙是埃赫那顿的弟弟，或其他关系）
- 女儿：梅莉塔提，梅珂塔吞， 安克姍海娜曼，妮斐妮斐鲁阿吞-塔斯荷瑞特，妮斐妮斐鲁丽 , 赛塔番拉恩

## 死亡，丧葬和继承

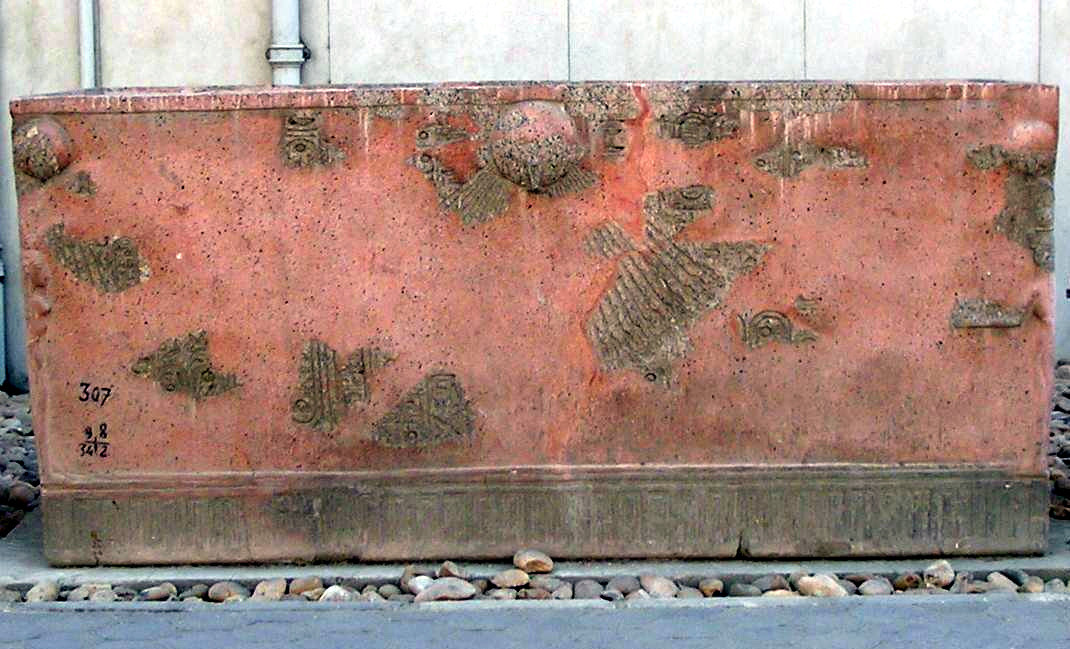
阿肯那顿的石棺碎片重组，发现于其原本位于阿玛纳的陵墓，现藏于开罗博物馆。

阿肯那顿和阿玛纳家族最后出现的日期发现于梅里拉二世的陵墓，日期是阿肯那顿统治第12年的第二月。在这之后的历史记录都已不明，只有图坦卡門继承王位被阐明。

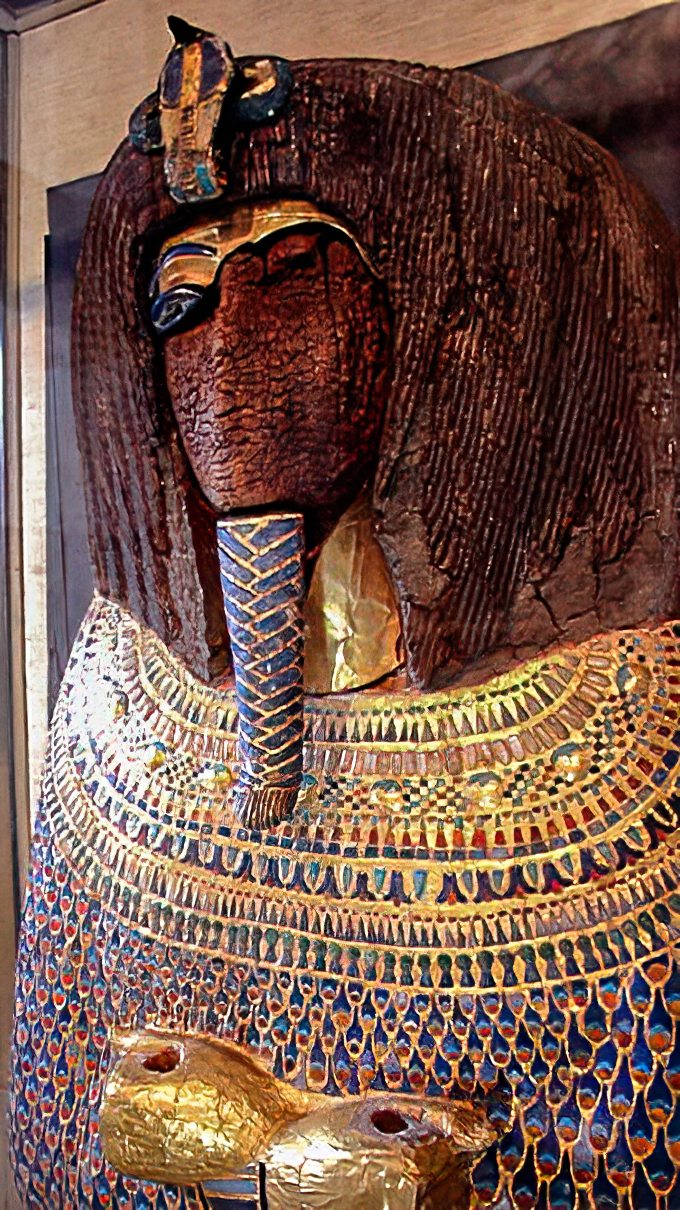
阿肯那顿遭破坏的皇家棺材。发现于KV55陵墓

柏林博物馆在2012年12月的记者会上详述了一段明确记有阿肯那顿统治的第十六年（Year 16 III Akhet day 15）的铭文。这段铭文于阿玛纳北部的一个石灰石采石场里被发现， 铭文中提到了仍在世的娜芙蒂蒂。该铭文还提到了位于阿玛纳的建造计划，并明确证实阿肯那顿和娜芙蒂蒂在阿肯那顿去世前一年仍是皇家夫妇。

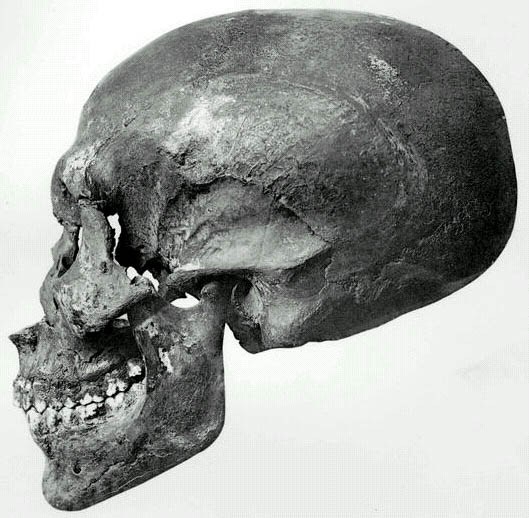
阿肯那顿的头骨

阿肯那顿计划将墓地迁至尼罗河东边（太阳升起之处），而不是埃赫塔顿西部（太阳落下之处）的皇家墓地。其遗体后来在首都迁回底比斯后被移走，而最近的基因检测确认了发现KV55的木乃伊是图坦卡蒙的父亲，而这具木乃伊“最有可能”就是阿肯那顿本人。该陵墓里发现有大量阿玛纳时期的物品，包括了一个被蓄意破坏的皇家殡葬面具。其石棺已被破坏，但过后被重建并放置在开罗博物馆。

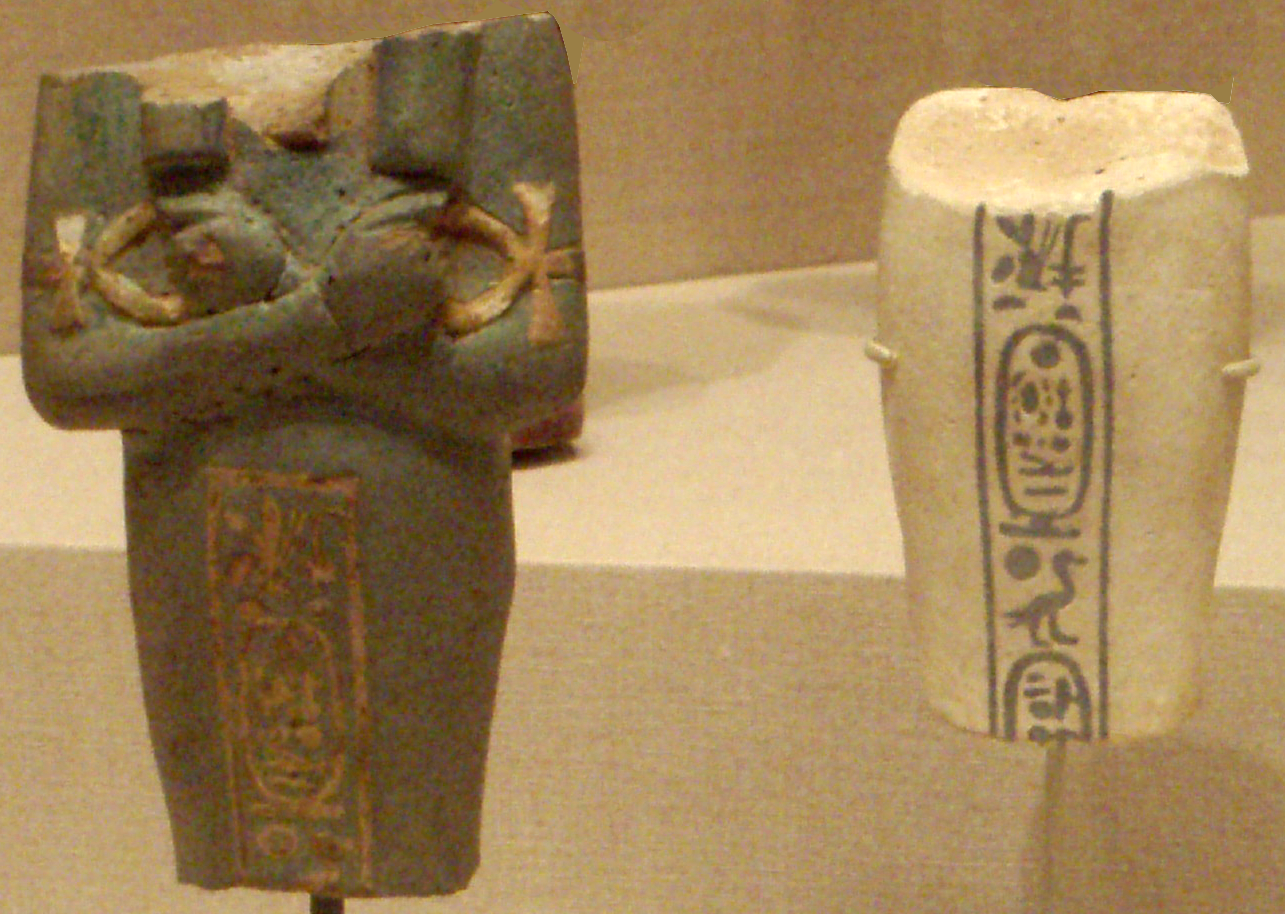
阿肯那顿的巫沙布提俑，发现于其原本位于阿玛纳的陵墓，现藏于布鲁克林博物馆。

同样地，虽然大部分人都认为阿肯那顿死于其执政的第17年，但斯門卡瑞是与其共同执政2或3年还是短暂在位仍不清楚。若斯門卡瑞在阿肯那顿死后还活着，那他可能独立执政的法老并统治埃及少于一年。斯門卡瑞的继位者为统治埃及2年又一个月的女法老——娜芙娜芙鲁阿顿。反过来，这位女法老可能传位于图坦卡頓，即后来的图坦卡門，然后由维齐尔阿伊摄政。图坦卡門被认为是斯門卡瑞的弟弟，阿肯那顿与基亚的儿子，虽然仍有人认为他是斯門卡瑞的儿子。2010年的DNA检测表明图坦卡門的确是阿肯那顿的儿子。 有人提出，阿肯那顿死后，娜芙蒂蒂就改名为娜芙娜芙鲁阿顿执政，但有学者认为娜芙娜芙鲁阿顿其实是阿肯那顿的长女梅里塔提。一块发现于阿玛纳陵墓的所谓“核心石碑”娜芙蒂蒂可能成为了阿肯那顿共同执政者，但这并不完全确定，因为上面的名字被去掉并被刻成安赫塞那蒙和娜芙娜芙鲁阿顿的名字。

## 后世纪念
阿肯那頓死後，被後繼者斥為「異端」，很多關於他的紀錄都遭到之後的統治者抹煞。
美国作曲家菲利普·格拉斯作有歌剧《阿肯那顿》。

## 引用
1. ↑  .   [2009-12-27]. （原始内容存档于2013-06-22）.
2. ↑  von Beckerath（1997年），第190页
3. 1 2  Clayton（2006年），第120页
4. ↑  Allen (2006), p.1
5. ↑  Athena Van der Perre, "Nofretetes (vorerst) letzte dokumentierte Erwähnung," in: Im Licht von Amarna - 100 Jahre Fund der Nofretete. [Katalog zur Ausstellung Berlin, 07.12.2012 - 13.04.2013]. (December 7, 2012 - April 13, 2013) Petersberg, pp.195-197
6. ↑  Dayr al-Barsha Project featured in new exhibit 'Im Licht von Amarna' at the Ägyptisches Museum und Papyrussammlung in Berlin （页面存档备份，存于） 12/06/2012
7. ↑  Van de Perre, Athena. 2014. "The Year 16 graffito of Akhenaten in Dayr Abū Ḥinnis: A contribution to the study of the later years of Nefertiti." Journal of Egyptian History 7:67-108
8. ↑  Hawass, Zahi et al. "Ancestry and Pathology in King Tutankhamun's Family" The Journal of the American Medical Association p.644
9. ↑  Allen (2006), p.5
10. ↑  Erik Hornung, Rolf Krauss and David Warburton (editors), Handbook of Ancient Egyptian Chronology (Handbook of Oriental Studies), Brill: 2006, pp.207 & 493
11. ↑  . Abcnews.go.com.   [2010-05-30]. （原始内容存档于February 18, 2010）.
12. ↑  Pocket Guides: Egypt History, p.37, Dorling Kindersley, London 1996.(the Neferneferuaten part is taken from Wikipedia Nefertiti entry)
13. ↑  Nicholas Reeves. .   [2008-10-02]. （原始内容存档于2009-05-31）.